# La Chapelle-sur-Erdre
La Chapelle-sur-Erdre ist eine französische Stadt mit 20.483 Einwohnern (Stand 1. Januar 2022) im Département Loire-Atlantique in der Region Pays de la Loire.

## Geographie

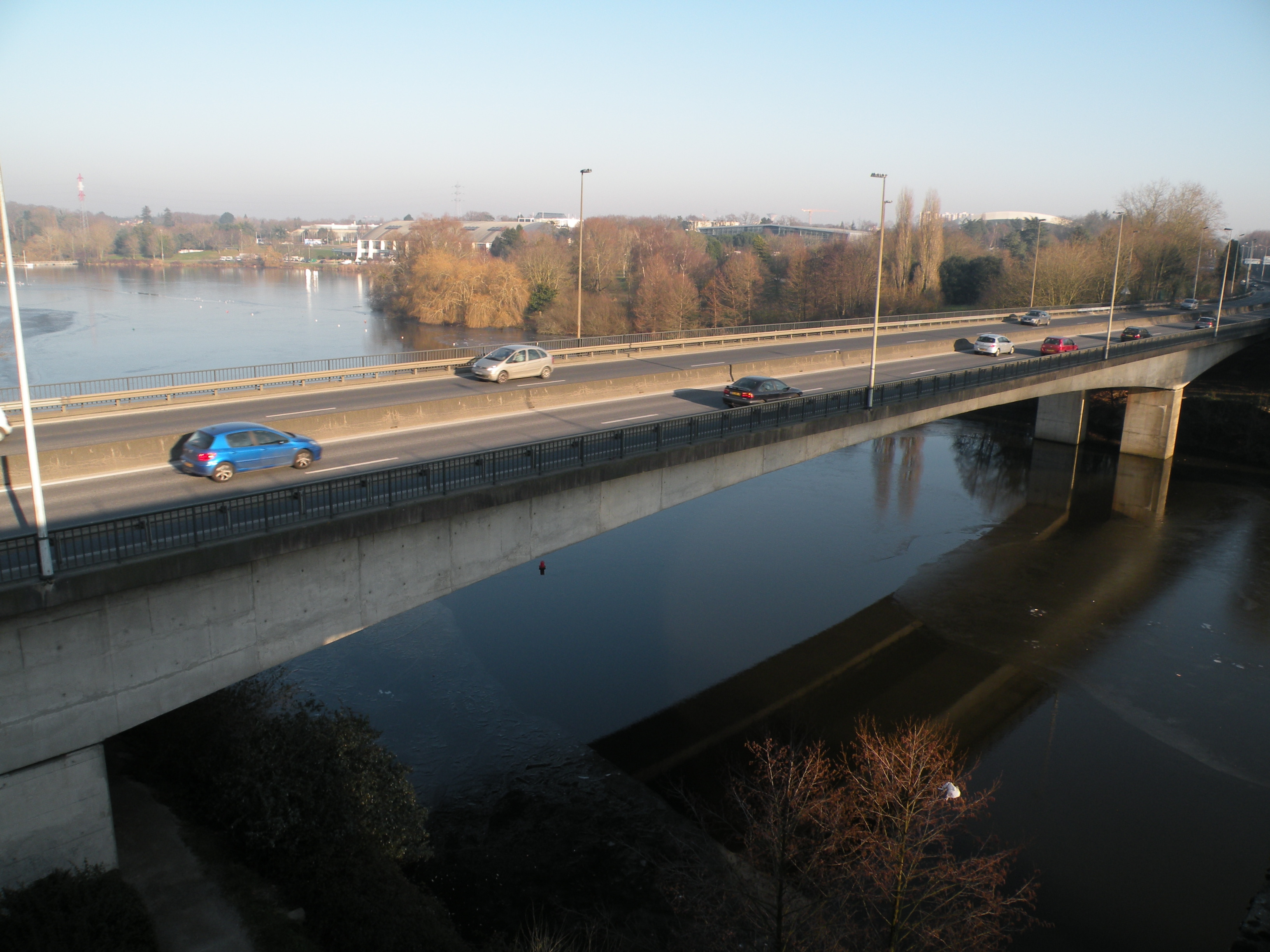
Die Brücke Beaujoire führt zwischen Nantes und La Chapelle-sur-Erdre über die Erdre

La Chapelle-sur-Erdre liegt im Einzugsgebiet von Nantes an der Erdre, in die im Norden der Zufluss Boire de Nay mündet und im Süden der Gesvres.
Das Gemeindegebiet umfasst 33,42 Quadratkilometer, die mittlere Höhe beträgt 29 Meter über dem Meeresspiegel, die Mairie steht auf einer Höhe von 26 Metern.

### Nachbargemeinden
Nachbargemeinden von La Chapelle-sur-Erdre sind Treillières im Nordwesten, Sucé-sur-Erdre im Norden, Carquefou im Osten und Orvault im Südwesten.

### Klima
La Chapelle-sur-Erdre ist einer Klimazone des Typs Cfb (nach Köppen und Geiger) zugeordnet: Warmgemäßigtes Regenklima (C), vollfeucht (f), wärmster Monat unter 22 °C, mindestens vier Monate über 10 °C (b). Es herrscht Seeklima mit gemäßigtem Sommer.

## Geschichte
Ennius, ein Bischof von Nantes, ließ um 324 eine Kirche auf den Gräbern der ersten christlichen Märtyrer aus Nantes, Donatian und Rogatian, errichten. Die Pfarrei dieser Kirche erstreckte sich über beide Ufer der Erdre, über die heutigen Gebiete von Carquefou, Sucé-sur-Erdre und La Chapelle-sur-Erdre. La Chapelle-sur-Erdre wurde 1297 eine eigenständige Pfarrei und eine erste Kapelle namens Sainte-Catherine wurde gebaut.

### Bevölkerungsentwicklung
| Jahr                       | 1962 | 1968 | 1975 | 1982   | 1990   | 1999   | 2006   | 2017   |
| Einwohner                  | 2525 | 2878 | 5858 | 12.246 | 14.830 | 16.387 | 16.660 | 19.609 |
| Quellen: Cassini und INSEE |      |      |      |        |        |        |        |        |

## Städtepartnerschaft
Seit September 2000 besteht eine Städtepartnerschaft mit der polnischen Stadt Bychawa.

## Wirtschaft und Infrastruktur

### Lokale Produkte
Auf dem Gemeindegebiet gelten geschützte geographische Angaben (IGP) für Rindfleisch (Bœuf du Maine), Geflügel (Volailles d’Ancenis), Buchweizenmehl (Farine de blé noir de Bretagne - Gwinizh du Breizh), Feldsalat (Mâche nantaise), Cidre (de Bretagne oder breton) und Wein mit der Bezeichnung Val de Loire.

### Verkehr
La Chapelle-sur-Erdre liegt an der Ringstraße von Nantes. Es hat vier Haltestellen an der Bahnstrecke Nantes–Châteaubriant.

## Kultur und Sehenswürdigkeiten

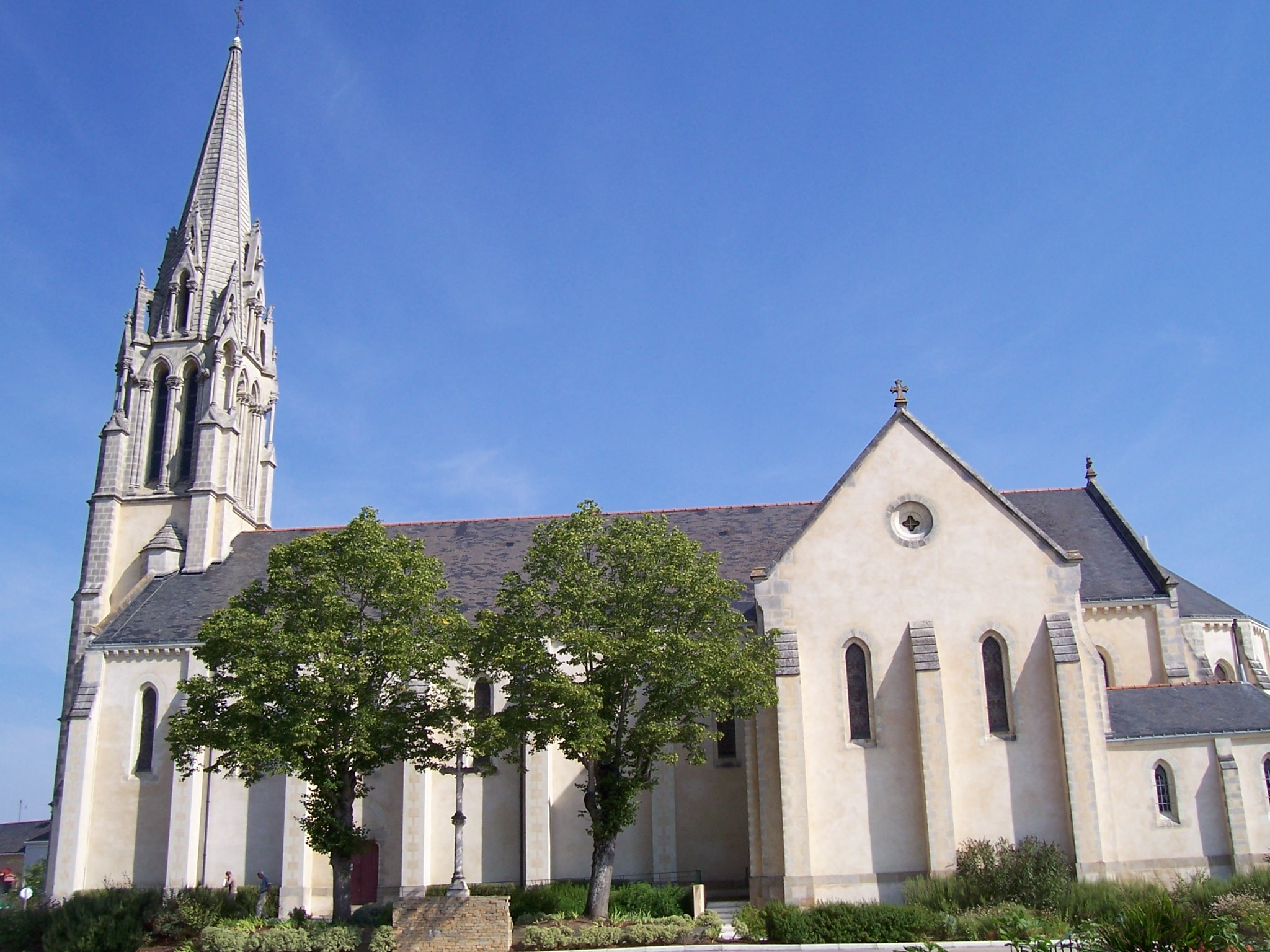
Kirche Sainte-Catherine

La Chapelle-sur-Erdre war mit zwei Blumen im Conseil national des villes et villages fleuris (Nationalrat der beblümten Städte und Dörfer) vertreten. Die „Blumen“ werden im Zuge eines regionalen Wettbewerbs verliehen, wobei maximal vier Blumen erreicht werden können.
Das Château de la Mesnerie stammt aus dem 15. Jahrhundert. Es befindet sich im Privatbesitz. 1985 wurde es im Zusatzverzeichnis der Monuments historiques (historische Denkmale) aufgenommen.
Das Château de la Gascherie wurde im 19. Jahrhundert nach einem Entwurf von den Architekten Jules de la Morandière (1813–1905) und Dominique Noisette umgestaltet. Vorher handelte es sich um ein Herrenhaus aus dem 15. Jahrhundert. Es befindet sich im Privatbesitz. Seit 2001 ist das Schloss in das Zusatzverzeichnis der Monuments historiques eingetragen.
Die römisch-katholische Pfarrei Saint-Jean-d’Erdre-et-Gesvres gehört zum Bistum Nantes und besteht aus den Gemeinden La Chapelle-sur-Erdre, Grandchamps-des-Fontaines und Treillières. In der 1835 gebauten Kirche Sainte-Catherine befindet sich ein Kelch und eine Patene aus Silber. Die liturgischen Objekte wurden 1752 gefertigt und 1993 als Monuments historiques klassifiziert.